# Cycas furfuracea
Cycas furfuracea är en kärlväxtart som beskrevs av William Vincent Fitzgerald. Cycas furfuracea ingår i släktet Cycas, och familjen Cycadaceae. IUCN kategoriserar arten globalt som livskraftig. Inga underarter finns listade i Catalogue of Life.